# Lappmyråsen
Lappmyråsen este o arie protejată (arie specială de conservare — SAC, sit de importanță comunitară — SCI) din Suedia întinsă pe o suprafață de 59,1 ha, integral pe uscat.

## Localizare
Centrul sitului Lappmyråsen este situat la coordonatele 61°44′57″N 14°55′47″E / 61.7491°N 14.9297°E.

## Înființare
Situl Lappmyråsen a fost declarat sit de importanță comunitară în iulie 2000 pentru a proteja 2 specii de plante. Situl a fost protejat și ca arie specială de conservare în martie 2011.

## Biodiversitate
Situată în ecoregiunea boreală, aria protejată conține 6 habitate naturale: Mlaștini împădurite, Mlaștini turboase de tranziție și turbării mișcătoare, Mlaștini alcaline, Taiga vestică, Lacuri și iazuri distrofice naturale, Păduri fino-scandinave bogate în ierburi cu Picea abies.
La baza desemnării sitului se află mai multe specii protejate de  plante (2): papucul doamnei (Cypripedium calceolus), Scapania massalongii.